# Nova Ipixuna
Nova Ipixuna est une municipalité brésilienne située dans l'État du Pará.